# Mauer-Orgel im Händel-Haus zu Halle
Die Orgel im Händel-Haus zu Halle (Saale) ist eines der wichtigsten Exponate der Musikinstrumentensammlung des Museums. Sie stammt aus dem Jahr 1770 und wurde vom Orgelbauer Johann Gottlieb Mauer ursprünglich für die Dorfkirche in Tegkwitz angefertigt. Nach einer Zwischenstation in Leipzig ist sie seit 2003 im Händel-Haus aufgestellt.

## Geschichte

### Tegkwitz
Die spätbarocke Kirchenorgel wurde 1769/1770 für die evangelische Dorfkirche St. Marien in Tegkwitz bei Altenburg von Johann Gottlieb Mauer angefertigt. Erste Gespräche über einen Orgelneubau fanden 1768 statt. Das Instrument sollte 340 Reichstaler kosten. Es hatte ursprünglich 11 Register mit einem Manual und Pedal. Am 17. Oktober 1770 wurde die Orgel vom Altenburger Hoforganisten Johann Ludwig Krebs geprüft und für gut befunden.
Bis 1812 wurden zwei weitere Register ergänzt, wie ein Kostenanschlag von 1812 belegt, nämlich eine Vox humana 8′ und ein Posaunbaß 16′. Weitere Umbauten auch klanglicher Natur wurden um 1816 durch die Stadtrodaer Orgelbauerfamilie Poppe durchgeführt. Die Altenburger Firma Heinrich Hegermann nahm ca. 1913 einen Austausch der Klaviatur vor. Außerdem erfolgten Dispositionsänderungen. Im Wendejahr 1917 des Ersten Weltkrieges mussten die Orgelpfeife aus Zinn der Rüstungsindustrie übergeben werden.

### Leipzig
In den 1970er Jahren wurde die Orgel, die sich Jahrzehnte in einem schlechten Zustand befand, auf Initiative des Tegkwitzer Pfarrers Klaubert für 500 Mark verkauft. Sein Anliegen war es, die Kirchenorgel vor dem heranrückenden Braunkohlen-Tagebau zu schützen. In der Nathanaelkirche in Leipzig-Lindenau wurde sie bis zur Wende eingelagert.

### Halle (Saale)
1993 erwarb das Händel-Haus die Mauer-Orgel. Der Leiter des Restaurierungsateliers Roland Hentzschel führte mit seinem Team von 1993 bis 1996 umfangreiche Arbeiten durch. Unterstützt wurde er durch die Orgelbauer Hartmut Schütz und Reinhard Schäbitz aus Dresden. Finanzielle Förderung erhielt das Händel-Haus von der Stadt Halle, dem Land Sachsen-Anhalt und der Bundesregierung. Nachträglich wurden in Tegkwitz die bis dato fehlende Balganlage und die Orgelbank gekauft.
Die Orgel mit der Inventarnummer MS-639 ist seit 2003 in einem Anbau des Händel-Hauses frei im Raum aufgestellt und zählt zu den wichtigsten und größten Exponaten der Musikinstrumentensammlung. Thematisch lässt sie sich neben die Orgelpositive einreihen.

## Technische Daten
Die Mauer-Orgel hat einen vergleichsweise kleinen Umfang, ist aber 5,5 Meter hoch. Sie hat neun Register auf dem Manual und drei Register auf dem Pedal, was der ursprünglichen Disposition entspricht. Die Stimmtonhöhe a1 liegt bei 466 Hz (Chorton) bei 18 °C. Die Stimmung ist wohltemperiert nach Georg Andreas Sorge (1764).
| Manual CD–c³  |               |
| Grobgedact    | 8′            |
| Quintadhana   | 8′            |
| Principal     | 4′            |
| Gedacte Flaud | 4′            |
| Quinta        | 3′            |
| Oktave        | 2′            |
| Sifflaud      | 1′            |
| Coned III     |               |
| Mixtur IV     | 1′ (C e g c¹) |

| Pedal CD–c¹  |     |
| Sup Bass     | 16′ |
| Violong Bass | 8′  |
| Posaun Bass  | 16′ |

- Nebenregister: Vacant, Windcoppel, Tremulant (Registerknopf vorhanden, aber unbesetzt), Calcantenruf